# Castanopsis wattii
Castanopsis wattii är en bokväxtart som först beskrevs av George King och Joseph Dalton Hooker, och fick sitt nu gällande namn av Aimée Antoinette Camus. Castanopsis wattii ingår i släktet Castanopsis och familjen bokväxter. Inga underarter finns listade.